# متحور إتا
متحور إتا (بالإنجليزية: Eta variant)‏ واسمه الكامل سارس-كوف-2 متحور إتا (بالإنجليزية: SARS-CoV-2 Eta variant)‏ ويُعرف باسم التسلسل بي 1.525 (بالإنجليزية: Lineage B.1.525)‏؛ أحد تحورات فيروس كورونا المرتبط بالمتلازمة التنفسية الحادة الشديدة النوع 2، الفيروس المسبب لمرض فيروس كورونا 2019. اكتُشف هذا المتحوّر للمرة الأولى في نهاية عام 2020 في كل من المملكة المتحدة ونيجيريا، وكان قد سجل انتشارًا في 23 دولة حتى 5 مارس 2021. وهو مصنف على أنه متحور مثير للاهتمام، تحت اسم (بالإنجليزية: VUI-21FEB-03)‏ (سابقًا: VUI-202102/03).

## اسمه
كان «متحور إتا» يعرف باسم «متحور بي 1.525» (بالإنجليزية: B.1.525)‏ أو «التسلسل بي 1.525» (بالإنجليزية: Lineage B.1.525)‏، إلى أن أعيدت تسميته بموجب نظام تسمية جديد أقر في 31 مايو 2021 من قبل منظمة الصحة العالمية، التي أطلقت على متحورات كورونا أسماءً مماثلة بالاعتماد على أسماء أحرف الأبجدية اليونانية، وهدفت من ذلك تجنيب البلدان التي تظهر فيها متحورات كورونا لأول مرة مضار نسبة المتحور إليها بعد أن شاعت الأسماء المنسوبة جغرافيًّا في وسائل الإعلام للمتحورات الخمسة الأكثر انتشارًا عالميًّا، والمُصنفة ما بين متحورات قيد المراقبة والتحقيق أو مثيرة للانتباه أو مثيرة للقلق، مثل: المتحور البريطاني، المتحور الجنوب أفريقي، المتحور البرازيلي، المتحور النيويوركي، والمتحور الهندي، وهو ما دفع «وزارة الإلكترونيات والإعلام الهندية» أن تصدر تعميمًا يحظر ويُجرم تداول الاسم، بداعي «مكافحة نشر المعلومات الكاذبة التي تضر بسمعة البلاد». جاء في بيان «منظمة الصحة العالمية» أنها اعتمدت هذا النظام بعد استشارة الخبراء الذين أجمعوا على وضع أسماء جديدة، «تكون أسهل وأكثر عملية لمناقشتها من قبل الجماهير غير العلمية».